# Didier Six
Pour les articles homonymes, voir Six (homonymie).
Didier Six, né le 21 août 1954 à Lille, est un footballeur international français devenu entraîneur.

## Biographie

### Carrière de joueur
Didier Six commence sa carrière professionnelle à US Valenciennes-Anzin (VA), évoluant le plus souvent au poste d'ailier gauche. Il fait ses premières apparitions avec VA en 1972 en D2, à 17 ans, et en 1973 en 1re division à 18 ans, en compagnie de Dominique Dropsy ; il est sélectionné en équipe de France junior en 1973. Il marque avec Valenciennes un triplé face à Chaumont en D2 au cours de la saison 1973-1974. Il fait remonter Valenciennes en D1 en 1975. Didier Six réalise, avec Ivan Osim, Pierre Neubert ou Patrick Jeskowiak une magnifique saison en 1975-1976 (10e de D1), terminant meilleur buteur du club avec 12 buts. Sa technique irréprochable des deux pieds, sa vitesse de débordement et son sens du but attirent rapidement l'attention du sélectionneur national Michel Hidalgo qui le lance en équipe de France le 27 mars 1976 face à la Tchécoslovaquie, en compagnie de deux autres débutants, Michel Platini et Maxime Bossis.
Didier Six s'installe durablement à l'aile gauche des Bleus où il forme une célèbre triplette d'attaque avec Dominique Rocheteau et Bernard Lacombe et contribue à la renaissance des Tricolores qui se qualifient pour la Coupe du monde 1978 après douze ans d'absence. Dès le premier match, contre l'Italie, il est l'auteur d'un débordement d'anthologie dès l'engagement. Son centre très précis atterrit sur la tête de Bernard Lacombe qui inscrit un des buts les plus rapides de l'histoire de la Coupe du monde.
Un but en 1977 face au Brésil au Stade Maracanã (2-2, amical) illustre sa grande classe : il effectue un contrôle orienté de la poitrine enchaîné avec un « coup du sombrero » sur un défenseur brésilien avant de reprendre sans contrôle de demi-volée toujours de son pied gauche afin de loger la balle sous la barre transversale au milieu des buts du gardien brésilien Émerson Leão.
Après le Mundial 1978 où la France échoue au premier tour, Six conserve la confiance de Michel Hidalgo et est de toutes les grandes aventures des Bleus jusqu'au milieu des années 1980 malgré un changement de tactique où le 4-4-2 succède au 4-3-3 qui limite fortement le rôle des ailiers. Il joue un rôle décisif lors de la qualification pour la Coupe du monde 1982 en marquant notamment le second but d'une victoire capitale à Paris face à l'équipe des Pays-Bas et lors de la phase finale qui voit les Tricolores atteindre le dernier carré à la surprise générale. Lors des éliminatoires, lors du premier match contre Chypre à Limassol, il inscrit le sixième but de l'équipe de France de la tête, chose rarissime pour lui. Le 8 juillet 1982, lors de la demi-finale de Séville face à la RFA, Six échoue, avec Maxime Bossis, sur le gardien allemand Harald Schumacher pendant l'épreuve des tirs au but. Six s'attendait à tirer en 5e position, position que lui avait indiquée Hidalgo avant la séance mais le sélectionneur se ravise en donnant la 5ème place à Platini, ce qui pourrait avoir perturbé Six. Parce que les caméras s'attardaient sur Stielike, il n'existe aucune trace filmée du tir manqué de Didier Six. La France est éliminée. Il lui faut attendre encore deux ans pour remporter son premier titre international avec la victoire des Bleus en finale du Championnat d'Europe en 1984 face à l'Espagne, le 27 juin 1984 à Paris. Didier Six prend alors sa retraite de l'équipe de France.

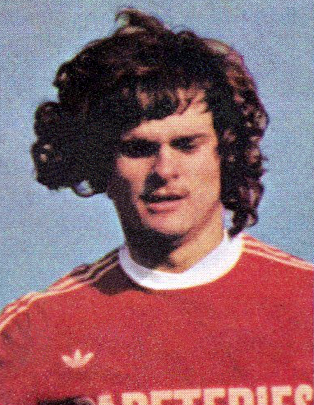
Didier Six a l'USVA en 1978.

Il ne connaît pas le même succès en club qu'en équipe nationale en raison de choix sportifs parfois malheureux (descente en Division 2 avec l'Olympique de Marseille). À une époque où les joueurs français n'ont pas encore la côte à l'étranger, Six fait figure de pionnier, un an avant Michel Platini, en multipliant les expériences hors de l'Hexagone, d'abord en Belgique puis en Allemagne, en Angleterre et enfin en Turquie où il doit prendre la nationalité turque sous le nom de Dündar Siz afin de libérer plus de places aux étrangers jouant dans le club. Après deux années de semi-retraite en amateur, Six effectue une dernière pige en 1991-1992 au VfB Leipzig avec son entraîneur de Stuttgart Jürgen Sundermann, avant de raccrocher définitivement les crampons.
En 2022, le magazine So Foot le classe dans le top 1000 des meilleurs joueurs du championnat de France, à la 316e place.

### Carrière d'entraîneur
Sa carrière de joueur terminée, Didier Six tente une carrière en tant qu'entraîneur. Il a une première expérience avec le club strasbourgeois du FCSK 06 (CFA) en 1997-1998 puis une autre avec le club mosellan de Audun-le-Tiche alors en CFA2 lors de la saison 2003-2004. En janvier 2002, il est diplômé du DEF (Diplôme d'entraîneur de football). En février 2002, après deux semaines de stage au CTNFS de Clairefontaine, il est diplômé du brevet d'État d'éducateur sportif 2e degré (BEES 2).
Le 10 novembre 2011, il est nommé sélectionneur du Togo pour les deux matches contre la Guinée-Bissau comptant pour le tour préliminaire des qualifications au Mondial-2014.
Le 24 janvier 2012, il est officiellement nommé sélectionneur du Togo après avoir signé un contrat de deux ans avec les Éperviers.
En janvier 2015, il signe un contrat de sept mois renouvelable en cas de victoire aux Jeux des îles de l'océan Indien 2015 avec la Fédération de Maurice de football. Il occupe à la fois le poste de sélectionneur et de directeur technique national. Il démissionne en mai 2015.
Le 13 septembre 2019, il est nommé sélectionneur de la Guinée pour une durée de deux ans,.

## Palmarès

### En club
- Champion de Turquie en 1988 avec Galatasaray
- Champion de France de Division 2 en 1972 avec Valenciennes
- Vainqueur de la Coupe de la Présidence en 1988 avec Galatasaray

### En équipe de France
- 52 sélections et 13 buts entre 1976 et 1984[13] (capitaine à deux reprises)
- Champion d'Europe des Nations en 1984
- Participation à la Coupe du monde en 1978 (premier tour) et en 1982 (quatrième)